# 肾叶堇菜
肾叶堇菜（学名：Viola schulzeana）为堇菜科堇菜属的植物，为中国的特有植物。分布于中国大陆的云南、西藏、四川等地，生长于海拔2,600米至4,000米的地区，多生长于山地林下或山坡草地，目前尚未由人工引种栽培。

## 别名
黄花堇菜（云南种子植物名录）

## 异名
- Viola schulzeana W. Beck. var. nudicaulis W. Beck